# Jeunes Mariés (film, 2007)
Pour les articles homonymes, voir Jeunes Mariés.
Pour plus de détails, voir Fiche technique et Distribution.
Jeunes Mariés (Just Buried) est un film canadien réalisé par Chaz Thorne, en 2007.

## Synopsis
Aux obsèques de son père qu'il n'a jamais vraiment connu, un jeune homme, Oliver hérite de son funérarium. Alors qu'il envisage de céder l'entreprise moribonde à un concurrent, il réalise rapidement que son assistante est prête à tout pour que le funérarium ne soit pas vendu. Ce sera pour lui le début de la fin.

## Fiche technique
- Titre : Jeunes Mariés
- Titre original : Just Buried
- Réalisation et scénario : Chaz Thorne (en)
- Directeur de la photographie : Christopher Porter
- Montage : Christopher Cooper
- Casting : John Buchan, Jason Knight et Sheila Lane
- Décors : William Fleming
- Décoratrice de plateau : Darlene Lewis
- Direction artistique : Shelley Nieder
- Costumes : Katie Rose
- Musique : Darren Fung et Scott Loane
- Producteurs : Nigel Bennett, Pen Densham, Bill Niven, Chaz Thorne (en) et John Waston
- Producteurs exécutifs : Devesh Chetty et Neil Kaplan
- Producteurs associés : Nevin Densham et Jeff Coll
- Format : 35mm - 2.35:1 - Couleur
- Pays d'origine :  Canada
- Langue : anglais
- Durée : 94 minutes
- Dates de sortie : 
  -  Canada : 9 septembre 2007 (Festival de Toronto) • 25 juillet 2008 (sortie en salles)
  -  États-Unis : 20 octobre 2007 (Hamptons International Film Festival) • 3 octobre 2008 (sortie limitée)
  -  Allemagne : 7 février 2008 (European Film Market)
  -  France : 1er octobre 2008 (première DVD) • 11 avril 2011 (diffusion TV)[1]

## Distribution
- Rose Byrne : Roberta Knickel
- Jay Baruchel : Oliver Whynacht
- Graham Greene : Henry Sanipass, l'assistant du funérarium
- Nigel Bennett : Chief Knickle, le père policier de Roberta
- Sergio Di Zio : Jackie Whynacht, le frère pretre d'Oliver
- Reagan Pasternak : Luanne, la veuve de Rollie
- Thomas Gibson : Charlie Richmond, le petit ami de Roberta
- Brian Downey : Pickles, l'ex-présentateur
- Slavko Negulic : Armin Imholz
- Jeremy Akerman : Rollie Whynacht, le père d'Oliver
- Christopher Shore : Wayne Snarr, l'entrepreneur de pompes funèbres
- Craig Wood : Le notaire
- Martha Irving : Mme Imholz, la veuve d'Armin
- Michael Pellerin : Sam, le ferrailleur
- Bill Wood : Crispin Imholz, le fils yodleur
- Gay Hauser : La serveuse
- Loretta Yu : Patricia, la lesbienne brune
- Leah Randell : Cindy, la lesbienne blonde

## Commentaires
- Le titre du film est un jeu de mots basé sur l'expression anglaise « Just married » désignant un couple qui vient tout juste de se marier. Ä l'origine, le film devait s'appeler Pushing Up Daisies mais ce titre a été écarté pour éviter toute confusion avec la série télévisée Pushing Daisies sortie la même année.
- Le film a obtenu un pourcentage de 33 % sur le site Rotten Tomatoes, basé sur 9 commentaires et une note moyenne de 4.7⁄10[2]

## Distinctions
- 2007 : Atlantic Canadian Award du meilleur réalisateur au Atlantic Film Festival
- 2008 : Prix du jury au Festival du Film de Santa Cruz